# Reino Volanen
Reino Ilmari Volanen (ursprungligen Wolanen), född 7 juli 1890 i Urdiala, död 25 januari 1962 i Vasa, var en finländsk operasångare och skådespelare.
Volanen var son till Matts och Wilhelmina Wolanen. Familjen flyttade till Tammers 1896, där Volanen studerade vid Tammerfors finska samskola. Efter handelsstudier blev han elev vid Nationalteaterns elevskola. Han studerade scenkonst hos Jalmari Lahdensuo samt sång hos Alexis af Enehjelm och Alexandra Ahnger. Han avlade sångstudier i Petrograd 1916–1918, därefter i Berlin och under ett års tid i Wien. Som ung var han intresserad av skridskoåkning och gymnastik, och livnärde sig en längre tid på skogsarbete. Vid tiden för ryska inbördeskriget 1918 befann sig Volanen i Petograd och enligt egen uppgift återvände han till Finland för att vårdas för en lungsjukdom. Om sina upplevelser i Petrograd skrev Volanen i boken Punainen Pietari ("Det röda Petersburg") som utgavs 1918.
Åren 1911―1912 var Volanen verksam vid Finska landsortsteatern, 1912―1913 vid Kansan Näyttämö och 1915―1916 vid Finska operan. Under några år var han chef för Tammerfors teater och Kotkan Näyttämö. Som skådespelare medverkade han huvudsakligen i komedier och musikpjäser, och som operasångare gjorde han konsertresor till landsorten och uppträdde vid Aino Achtés operaföreställningar i Nyslott. Den enda filmen där han uppträder som sångare är Våra gossar till sjöss från 1933, där han sjunger ett nummer tillsammans med Georg Malmstén och Iivari Kainulainen. Efter karriären som operasångare övergick Volanen till att arbeta som bilförsäljare.
1932 gjorde Volanen två skivinspelningar med Reino Palmroths kupletter Kuularuiskulaulu och Sörkän ruusu, under pseudonymen Ilmari Sitari.